# IKEA

IKEA áruházak a világon:
Meglévő IKEA áruházak
Tervezett IKEA áruházak
Korábbi IKEA áruházak

Az IKEA könnyen összeszerelhető bútorok eladására szakosodott, multinacionális kiskereskedelmi üzlethálózat. Az IKEA vállalatcsoport ma is a Kamprad család tulajdonosi érdekkörében van, alapítványokon keresztül bonyolult áttételes tulajdonlási rendszerben. 2012-ben az IKEA forgalma 27,5 milliárd euró volt, és 154 000 alkalmazottja volt 48 országban. 2013-ban a cég forgalma 28,5 milliárd, 2014-ben 29,29 milliárd, és rá egy évtizeddel, 2024-ben 45,1 milliárd euró volt. 

## Alapítása
1943-ban Ingvar Kamprad alapította az IKEA-t. A cég nevének és logójának is Kamprad volt az ötletadója.
Külföldön 1963-ban nyitott meg az első IKEA áruház, az 1970-es, 1980-as  években az IKEA Európa és a világ más részein is megjelent. Az Egyesült Államokban 1985-ben debütáltak, ahol azóta 55 áruházzal vannak jelen; mára az USA az IKEA legnagyobb piaca.

## Története
A vállalatot 17 éves korában, 1943-ban alapította Ingvar Kamprad. Az első években írószereket, képrámákat, órákat, bizsukat, nejlonharisnyákat, pénztárcákat árusított, mindent, amihez Kamprad olcsón hozzájutott. Bútorokat csak 1947-től, saját formatervezésűeket 1955-től kezdett árusítani.
Az IKEA kezdetben csomagküldő vállalkozás volt. 1958-ban nyitotta meg az első áruházát a smålandi Älmhultban Möbel-IKÉA néven (a Möbel svédül bútort jelent). Ez az áruház szolgált modellként a később épülő áruházaknak Svédországban, majd külföldön. 2016. június 30-án itt nyílt meg az IKEA állandó múzeuma.
Az IKEA névadója az alapító volt, nevének és korábbi lakóhelyének kezdőbetűiből képzett betűszót: Ingvar Kamprad, Elmtaryd, Agunnaryd. Az Elmtaryd tanya (korabeli írása a mai Älmtarydnek) az Agunnaryd esperesi kerülethez tartozott, jelenleg Ljungby község része.
Az IKEA második üzletét, első külföldi áruházát 1963-ban adták át Askerben, Norvégiában, Oslo és Drammen között.

## Svéd ételek
A legtöbb IKEA-áruházban van étterem, ahol tipikus svéd ételeket is árulnak, például húsgombócokat, ami hasonlít a fasírthoz. IKEA jelenleg a legnagyobb svédországi félkész- és készétel-exportáló. A vendéglő kötelező minden áruházban, Kamprad szerint „üres gyomorral az ember nem köt üzletet”. A másik ilyen kötelező helyiség a lekrum (játszószoba), ami szintén Kamprad mondásán alapszik, „senki nem tud üzletet kötni lábatlankodó gyerekektől körülvéve”.
A pénztárak mellett vannak az úgynevezett Swedish Food Marketek, ahol klasszikus svéd élelmiszereket árulnak, a legtöbbet saját IKEA Food márkanéven.
Sok áruházban van bisztró is, ahol gyorsételeket szolgálnak fel, a kínálat bennük országról országra változik.

## Áruházak, termékek és katalógus
2024-ben 473 áruházuk van öt kontinensen szerte a világon.
Az IKEA-termékek nevét tematikusan adják, például a fürdőszobatermékek svéd tavakról és folyókról kapják a nevüket, az ebédlőbútorok finnországi földrajzi elnevezésekről, az asztalok és székek férfinevekről, míg a szőnyegek dán földrajzi nevekről. A legtöbb esetben a termékek neve megegyezik az egész világon.
Az IKEA-katalógus, képekkel és árakkal, a világ legnagyobb nyomtatott kereskedelmi kiadványa.
Minden évben augusztusban vagy szeptemberben jelenik meg, 29 nyelven és 212 millió példányban.

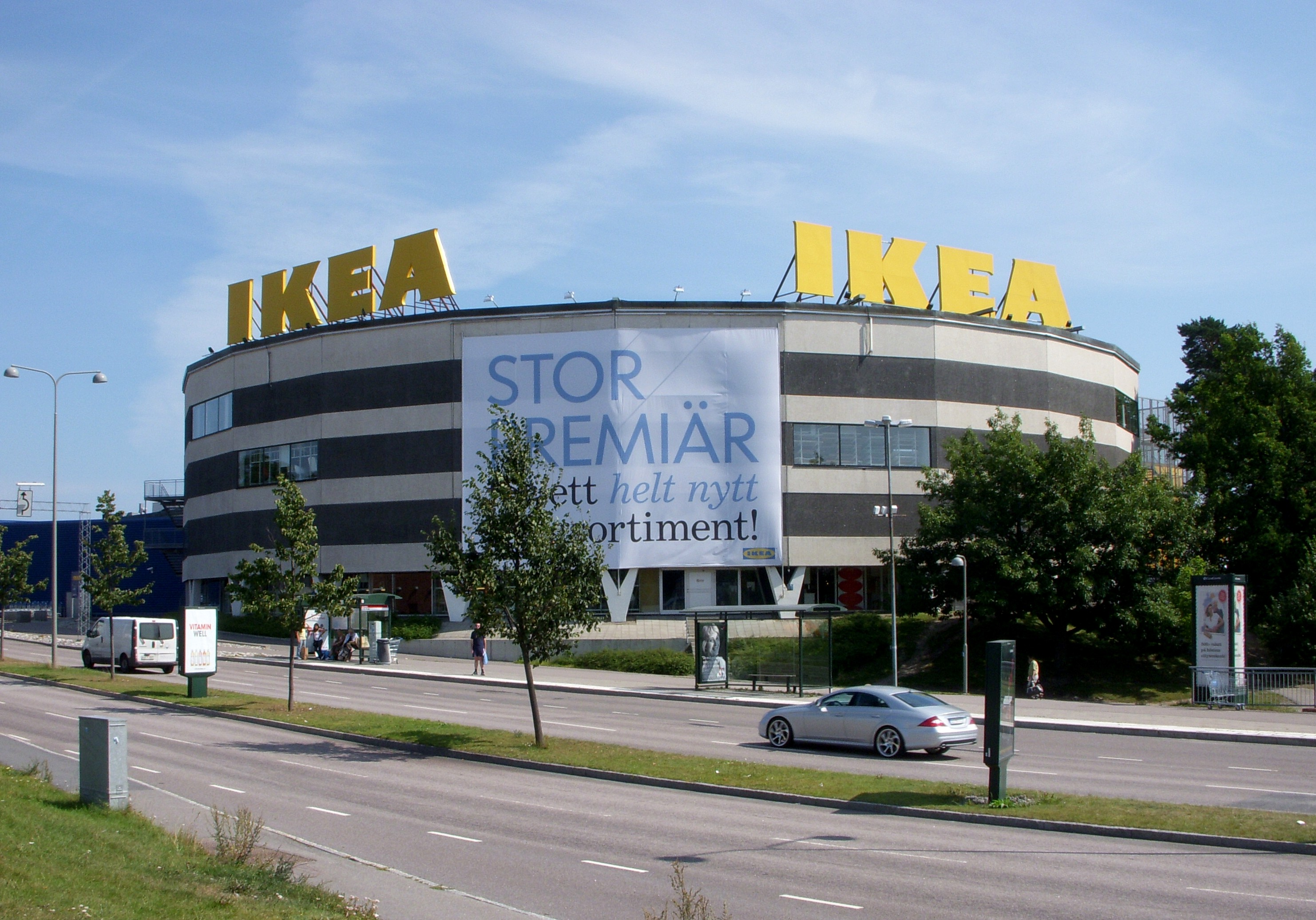
IKEA Stockholm, Kungens kurva

### A világ hat legnagyobb IKEA-áruháza
| # | Város     | Megye/Épület  | Ország      | Terület   |
| - | --------- | ------------- | ----------- | --------- |
| 1 | Szöul     | Kvangmjong    | Dél-Korea   | 59 457 m² |
| 2 | Stockholm | Kungens kurva | Svédország  | 55 200 m² |
| 3 | Sanghaj   | Putung        | Kína        | 49 400 m² |
| 4 | Senjang   | Liaoning      | Kína        | 47 000 m² |
| 5 | Tiencsin  | Tungli körzet | Kína        | 45 736 m² |
| 6 | Berlin    | Lichtenberg   | Németország | 45 000 m² |

## Az IKEA Magyarországon
1988 januárjában az IKEA a Bútorkereskedelmi Vállalattal szerződést írt alá egy magyarországi áruház építéséről. Az IKEA az első magyarországi áruházát 1990. március 21-én Budapesten, az Örs vezér terén nyitotta. Alkalmazottainak száma 352, étterme 722 férőhelyes, áruházi területe 18 647 m2 és 733 parkolóhellyel rendelkezik.
1999-ben nyílt meg a következő áruház, a budaörsi bevásárlóparkban, az M7-es autópálya mellett. Alkalmazottainak száma 283, étterme 220 férőhelyes, áruházi területe 19 776 m2 és 728 parkolóhely tartozik hozzá.
2013 óta a cég Magyarországon is gyárt bútorokat, egy soproni faipari üzemben.
2014. december 2-án bejelentették, hogy Soroksáron épül fel a harmadik áruház, aminek átadására 2017. június 14-én került sor. Az áruház területe közel 34 000 m2 és 1142 parkolóhellyel rendelkezik, ezzel ez Magyarország legnagyobb IKEA áruháza.
2018. február 5-én a Napi.hu közölte, hogy az Ikea bevezette online vásárlás szolgáltatását; ettől kezdve az IKEA termékei már nem csupán az áruházakban, hanem online országos házhoz szállítással is elérhetők.
Mounia El Hilali 2018. szeptember 1-től 2021. szeptember 1-ig a cég csehországi, magyarországi és szlovákiai érdekeltségeiért felelős vezérigazgatója volt.

### IKEA áruházak Magyarországon
| # | Nyitás             | Város               | Cím                 | Megjegyzés                                 |
| - | ------------------ | ------------------- | ------------------- | ------------------------------------------ |
| 1 | 1990. március 21.  | Budapest (Zugló)    | Örs vezér tere 22.  | Budapest tizenharmadik legnagyobb épülete  |
| 2 | 1999. augusztus 9. | Budaörs             | Sport utca 2–4.     | Az első áruház a budapesti agglomerációban |
| 3 | 2017. június 14.   | Budapest (Soroksár) | Vecsés út 195836/32 | Magyarország legnagyobb IKEA áruháza       |

## IKEA Way
Az IKEA beindított egy belső képzést – „IKEA Way” –, ahol a vállalat vezetőit képezik ki.
Az IKEA szerint ez a felkészítés teszi majd őket a vállalat nagyköveteivé, hogy védelmezzék és megőrizzék az IKEA-szellemet.

## Tulajdonosi struktúra
Az IKEA-csoportnak három egysége van:
- IKEA konszern (Ikea Group). A holland Stichting Ingka Alapítvány tulajdonában van az összes Ingka Holding B.V. részvény, amely a legnagyobb franchise vállalkozó, és a birtokában van több áruház különböző országokban.
- Inter IKEA Systems BV, Hollandiában van bejegyezve és birtokában van a név valamint a koncepció. A vállalat a Luxemburgban bejegyzett Inter IKEA Holding SA tulajdonában van, akinek a Liechtensteinben bejegyzett Interogo Foundation a tulajdonosa, és ez, Kamprad szerint „a család ellenőrzése alatt áll és egy kívülállókból összetett igazgatótanács irányít”.
- Ikano-konszern, amely a kiskereskedelmi és a pénzügyi résszel foglalkozik, a vállalat központjával Hollandiában.

## Kollekciók
Az IKEA új kollekciót indított el, a PS ami a Post Scriptum (Utóirat) rövidítése.
Összesen 71 terméket foglal magába, amelyeknél figyelembe veszik a helyi lehetőségeket és a felelősségteljes gyártást. A kollekción együttműködött 20 formatervező, az IKEA sajátjai, független dizájnerek, művészeti egyetemi hallgatók és egy dizájncsoport.
Többek között így született a PS Svarva (esztergál) állólámpa.

## Fordítás
- Ez a szócikk részben vagy egészben  az   IKEA című svéd Wikipédia-szócikk fordításán alapul.  Az eredeti cikk szerkesztőit annak laptörténete sorolja fel. Ez a jelzés csupán a megfogalmazás eredetét és a szerzői jogokat jelzi, nem szolgál a cikkben szereplő információk forrásmegjelöléseként.